# علي خان (مقاطعة فراشبند)
علي خان (بالإنجليزية: Tolombeh-ye Alikhan va Bahman Rezai)‏ هي human-geographic territorial entity تقع في فارس في إيران.